# Apartment
Apartment – brytyjski zespół rockowy założony w Londynie w 2005.
Zespół podpisał kontrakt z wytwórniami Filthy Lucre i Fleet Street Records. Uczestniczył w trasach koncertowych m.in. z The Bravery, Delays, Editors, Jimmy Eat World i British Sea Power. Zespół towarzyszył również formacji The Kooks podczas francuskiego etapu ich trasy koncertowej. Grupa nierzadko występuje wraz z muzykami z zespołu Boy Kill Boy (pochodzącego z dzielnicy Leytonstone w Londynie); Apartment nagrał utwór poświęcony wokaliście Boy Kill Boy, Chrisowi Peckowi, „My Brother Chris”, który był pierwszym singlem wydanym za pośrednictwem wytwórni Filthy Lucre. Debiutancki album formacji, The Dreamer Evasive, został wydany w 2007 roku. Jeden z utworów znajdujących się na płycie, „Fall Into Place”, wykorzystano w pierwszym sezonie serialu Chuck, w odcinku pt. „Chuck Versus the Wookiee”, a także na ścieżce dźwiękowej do gry wideo FIFA 08.

## Dyskografia

### Albumy studyjne
| Tytuł               | Data wydania |
| ------------------- | ------------ |
| The Dreamer Evasive | 5 marca 2007 |

### Single
| Tytuł                                        | Data wydania     | Pozycja na listach |
| -------------------------------------------- | ---------------- | ------------------ |
| „Everyone Says I'm Paranoid”                 | 7 lutego 2005    | UK #67             |
| „Patience Is Proving”                        | 4 lipca 2005     | UK #84             |
| „I’ll Play With Yours If You Play With Mine” | 27 marca 2006    | -                  |
| „My Brother Chris”                           | 31 lipca 2006    | -                  |
| „10,000 Times”                               | 11 września 2006 | UK #140            |
| „Pressures"/"Ghost Of An Unforgivable Past”  | 19 lutego 2007   | -                  |
| „Fall Into Place”                            | 11 czerwca 2007  | -                  |